# Sergij Sednev
Sergij Anatoljovitsj Sednev (Oekraïens: Сергій Анатолійович Седнєв) (Hloechiv, 19 december 1983) is een Oekraïense biatleet. Hij vertegenwoordigde zijn vaderland op de Olympische Winterspelen 2010 in Vancouver.

## Carrière
Sednev maakte zijn wereldbekerdebuut in januari 2004 in Ruhpolding. In december 2007 scoorde hij in Kontiolahti zijn eerste wereldbekerpunten, diezelfde maand stond de Oekraïner in Pokljuka voor de eerste maal in zijn carrière op het podium van een wereldbekerwedstrijd. Van 2007 tot en met 2009 nam Sednev tijdens de wereldkampioenschappen enkel deel aan de 20 kilometer individueel, zijn beste resultaat was de tweeënveertigste plaats in 2007. In januari 2010 boekte de Oekraïner in Antholz zijn eerste wereldbekerzege. Tijdens de Olympische Winterspelen van 2010 in Vancouver was de tiende plaats op de 12,5 kilometer achtervolging zijn beste resultaat, samen met Oleksandr Bilanenko, Andrij Deryzemlja en Vjatsjetslav Derkatsj eindigde hij als achtste op de 4x7,5 kilometer estafette. In Chanty-Mansiejsk nam hij deel aan de wereldkampioenschappen biatlon 2010, op dit toernooi eindigde hij samen met Oksana Chvostenko, Vita Semerenko en Andrij Deryzemlja op de zesde plaats.
Tijdens de wereldkampioenschappen biatlon 2011 in Chanty-Mansiejsk was Sednev's beste prestatie de vijfentwintigste plaats op de 15 kilometer massastart, op de 4x7,5 kilometer estafette veroverde hij samen met Oleksandr Bilanenko, Andrij Deryzemlja en Sergij Semenov de bronzen medaille.

## Resultaten

### Olympische Spelen
| Jaar | Plaats    | Resultaten                                                                                                  |
| ---- | --------- | --- |
| 2010 | Vancouver | 68e 20 km individueel 22e 10 km sprint 10e 12,5 km achtervolging 21e 15 km massastart 8e 4x7,5 km estafette |

### Wereldkampioenschappen
| Jaar | Plaats           | Resultaten                                                                               |
| ---- | ---------------- | ---------------------------------------------------------------------------------------- |
| 2007 | Antholz          | 42e 20 km individueel                                                                    |
| 2008 | Östersund        | 67e 20 km individueel                                                                    |
| 2009 | Pyeongchang      | 47e 20 km individueel                                                                    |
| 2010 | Chanty-Mansiejsk | 6e Gemengde estafette                                                                    |
| 2011 | Chanty-Mansiejsk | 33e 10 km sprint · 27e 12,5 km achtervolging · 25e 15 km massastart · 4x7,5 km estafette |

### Wereldbeker
Eindklasseringen
| Seizoen   | Algemeen | Individueel | Sprint | Achtervolging | Massastart |
| --------- | -------- | ----------- | ------ | ------------- | ---------- |
| 2007/2008 | 46e      |             |        |               |            |
| 2008/2009 | 46e      |             |        |               |            |
| 2009/2010 | 22e      |             |        |               |            |
| 2010/2011 | 16e      |             |        |               |            |

Wereldbekerzeges
| Nr. | Datum           | Plaats  | Discipline        |
| --- | --------------- | ------- | ----------------- |
| 1.  | 21 januari 2010 | Antholz | 20 km individueel |